# Pidonia rutila
Pidonia rutila är en skalbaggsart som beskrevs av Holzschuh 1998. Pidonia rutila ingår i släktet Pidonia och familjen långhorningar. Inga underarter finns listade i Catalogue of Life.